# Love Exposure
Love Exposure (Ai no mukidashi) es una película japonesa estrenada el 29 de noviembre de 2008 en el festival de cine Tokyo FILMeX, escrita y dirigida por el director de culto Sion Sono. La película, de más de cuatro horas de duración, es una visión crítica, rodada con extrema ironía, de las religiones, en particular del cristianismo, cuyo hilo conductor es el amor idealizado que siente Yu Tsunoda (Takahiro Nishijima) por Yoko (Hikari Mitsushima).

## Sinopsis
La historia sigue a Honda Yu, un adolescente de padres católicos que trata de vivir su vida en paz y ordenadamente. Su padre, Tetsu, se ha convertido en un sacerdote católico devoto después de la muerte de la madre de Yu, y crea su propia iglesia. El Padre de Yu pide que su hijo confese sus pecados, pero Yu cree que es una buena persona, que poco tiene que confesar, pero su padre piensa que si tiene pecados que debe corregir. Entonces, Yu comienza a cometer verdaderos pecados.
Yu es enseñado por sus nuevos amigos para robar, pelear y tomar fotografías pervertidas bajo las faldas de mujeres. Yu rápidamente se convierte en un fotógrafo experto de "panty shots".
Después de que Yu pierde una apuesta con sus amigos, él está de acuerdo en ir a la ciudad vestido de mujer y besar a una chica que le gusta. Cuando entra en la ciudad, Yu y sus amigos ven a una joven adolescente llamada Yoko, que está rodeado por un grupo de matones. Yu, todavía vestido de mujer, a continuación, ayuda a Yoko a golpear a la pandilla de matones. Tras derrotar Yu y Yoko a sus oponentes, Yu besa a Yoko y se va corriendo. Él se enamora de ella - la primera vez que él ha estado enamorado de una chica -, pero Yoko se enamora de su disfraz y desarrolla sentimientos hacia su alter ego Sasori.
Mientras tanto, Yu está siendo seguido por Aya Koike un miembro del grupo de culto "La Iglesia Cero", que se ha encaprichado con él después de que ella lo descubre tomando una foto de sus bragas. Aya elabora un plan para traer toda la familia de Yu en la Iglesia Cero, teniendo la intención de ganar el favor de Yoko haciéndose pasar por Sasori.

## Reparto
- Takahiro Nishijima como Yū Honda.
- Hikari Mitsushima como Yōko Ozawa.
- Sakura Andō como Aya Koike.
- Makiko Watanabe como Kaori Fujiwara.
- Atsuro Watabe como Tetsu Honda.

## Comentario
Tildada de historia de amor épica, es difícil catalogar esta película en un único género. La larga duración de la misma permite al director abordar aspectos distintos y utilizar diferentes técnicas narrativas. El primer corte de la película tenía una duración de seis horas, pero los productores se la hicieron recortar ante el miedo de la comercialización de una película de esa duración. Tras el paso por múltiples festivales internacionales ha tenido una gran acogida por parte del público llegando a ganar este galardón en el Festival de Cine Asiático de Barcelona, también ha obtenido dos galardones en el Festival Internacional de Cine de Berlín.

## Premios[4]
Festival Internacional de Cine de Berlín
- Premio Caligari Film - Shion Sono
- Premio FIPRESCI - Shion Sono

Fant-Asia Film Festival 
- Mejor película asiática - Sion Sono
- Premio del jurado: Mejor actriz femenina - Hikari Mitsushima
- Película más innovadora - Shion Sono
- Premio especial del jurado - Shion Sono

Hochi Film Awards 
- Mejor nuevo talento - Hikari Mitsushima

Kinema Junpo Awards 
- Mejor actor nobel - Takahiro Nishijima
- Mejor actriz secundaria - Hikari Mitsushima

Mainichi Film Concours 
- Mejor Director - Shion Sono
- Gran Premio Sponichi: Premio al nuevo talento - Takahiro Nishijima & Hikari Mitsushima

Yokohama Film Festival 
- Mejor nuevo talento - Hikari Mitsushima
- Mejor actriz secundaria - Sakura Ando

La película también fue nominada para los premios: 
Asia Pacific Screen Awards 
- Logro en dirección - Shion Sono

Asian Film Awards 
- Mejor Director - Shion Sono